# Anita von Hillern-Dunbar
Anita von Hillern-Dunbar, född 16 april 1890 i Freiburg im Breisgau, död 24 november 1977 i Norrköping, var en tysk-svensk pianist.
Anita von Hillern-Dunbar var dotter till grosshandlaren Oskar Gustaf Ferdinand von Hillern-Flinsch. Hon fick sin musikaliska utbildning vid konservatoriet i Hamburg under bland annat Max Fiedler 1901–1907. Hon var 1909–1911 lärare vid Vogtsches Konservatorium i Hamburg och 1916–1917 musikrecensent i Hamburger Fremdenblatt. Från 1910 var hon verksam som konsertpianist och gjorde 1918 sin första konsertturné i Sverige, och bosatte sig 1923 i Stockholm, där hon 1926 blev ackompanjatris vid Musikkonservatoriet. Hillern-Dunber gav en mängd konserter runt om i Sverige och övriga Europa och startade bland annat tillsammans med Julius Ruthström och Salomon Smith 1927 Mellersta Sveriges kammarmusikförening som med omkring 20 lokalavdelningar och nära 7 000 medlemmar existerade till 1935. Hon blev 1937 ledamot av Kungliga Musikaliska Akademien. Hon var 1914–1922 gift med den amerikanske bakteriologen William Philipps Dunbar.